# Развој рекорда европских првенстава у атлетици на отвореном - 100 метара за мушкарце
Ово је преглед рекорда европских првенстава на отвореном трке на 100 метара за мушкарце. Резултати су дати у секундама.

## Рекорди европских првенстава трке на 100 метара за мушкарце на отвореном
Закључно са ЕП 2014. у Цириху ратификован је 21 рекорд од стране ЕАА (European Athletic Association).
|     | Резултат | Ветар (м/с) | Атлетичар         | Дат. рођ.           | Држава           | Место                     | Датум               |
| --- | -------- | ----------- | ----------------- | ------------------- | ---------------- | ------------------------- | ------------------- |
| 1.  | 10,6     |             | Кристијан Бергер  | 27. април 1911.     | Холандија        | Торино, Италија           | 8. септембар 1934.  |
| 1.  | 10,6     |             | Јожеф Шир         | 28. април 1912.     | Мађарска         | Торино, Италија           | 7. септембар 1934.  |
| 1.  | 10,6     |             | Кристијан Бергер  | 27. април 1911.     | Холандија        | Торино, Италија           | 7. септембар 1934.  |
| 4.  | 10,5     |             | Тинус Осендарп    | 21. мај 1916.       | Холандија        | Париз, Француска          | 3. септембар 1938.  |
| 4.  | 10,5     |             | Орацио Маријани   | 21. јануар 1915.    | Италија          | Париз, Француска          | 3. септембар 1938.  |
| 4.  | 10,5     |             | Ленарт Страндберг | 26. март 1915.      | Шведска          | Париз, Француска          | 3. септембар 1938.  |
| 7.  | 10,4     |             | Орацио Маријани   | 21. јануар 1915.    | Италија          | Париз, Француска          | 3. септембар 1938.  |
| 7.  | 10,4     | 1,0         | Jocelyn Delecour  | 2. јануар 1935.     | Француска        | Стокхолм, Шведска         | 19. август 1958.    |
| 9.  | 10,3     | 1,5         | Армин Хари        | 21. јануар 1915.    | Немачка          | Стокхолм, Шведска         | 20. август 1958.    |
| 9.  | 10,3     | 0,2         | Marian Foik       | 3. октобар 1933.    | Пољска           | Београд, Југославија      | 12. септембар 1962. |
| 9.  | 10,3     | 0,0         | Петер Гампер      | 30. новембар 1940.  | Немачка          | Београд, Југославија      | 12. септембар 1962. |
| 9.  | 10,3     | 0,0         | Алфред Хебауф     | 5. јануар 1940.     | Немачка          | Београд, Југославија      | 12. септембар 1962. |
| 9.  | 10,3     | -0,3        | Петер Гампер      | 30. новембар 1940.  | Немачка          | Београд, Југославија      | 12. септембар 1962. |
| 9.  | 10,3     | -0,2        | Gerhard Wucherer  | 11. фебруар 1948.   | Западна Немачка  | Хелсинки, Финска          | 10. август 1971.    |
| 15. | 10,27    | 1,3         | Валериј Борзов    | 20. октобар 1949.   | Совјетски Савез  | Хелсинки, Финска          | 11. август 1971.    |
| 16. | 10,19    | 0,0         | Пјетро Менеа      | 28. јуни 1952.      | Италија          | Праг, Чехословачка        | 29. август 1978.    |
| 17. | 10,16    | 1,5         | Стефен Брингман   | 11. март 1964.      | Источна Немачка  | Штутгарт, Западна Немачка | 27. август 1986.    |
| 18. | 10,15    | -0,1        | Линфорд Кристи    | 2. април 1960.      | Велика Британија | Штутгарт, Западна Немачка | 27. август 1986.    |
| 19. | 10,09    | 0,3         | Линфорд Кристи    | 2. април 1960.      | Велика Британија | Сплит, Југославија        | 27. август 1990.    |
| 20. | 10,04    | 0,3         | Дарен Кембел      | 12. септембар 1973. | Велика Британија | Будимпешта, Мађарска      | 19. август 1998.    |
| 21. | 9,99     | 1,3         | Френсис Обиквелу  | 22. новембар 1978.  | Португалија      | Гетеборг, Шведска         | 8. август 2006.     |